# Ero uno sposo di guerra
Ero uno sposo di guerra (I Was a Male War Bride) è un film commedia del 1949 diretto da Howard Hawks, con protagonisti Cary Grant e Ann Sheridan.
Il film è basato sul romanzo I Was an Alien Spouse of Female Military Personnel Enroute to the United States Under Public Law 271 of the Congress, biografia di Henri Rochard, un militare belga che sposò un'infermiera statunitense.

## Trama

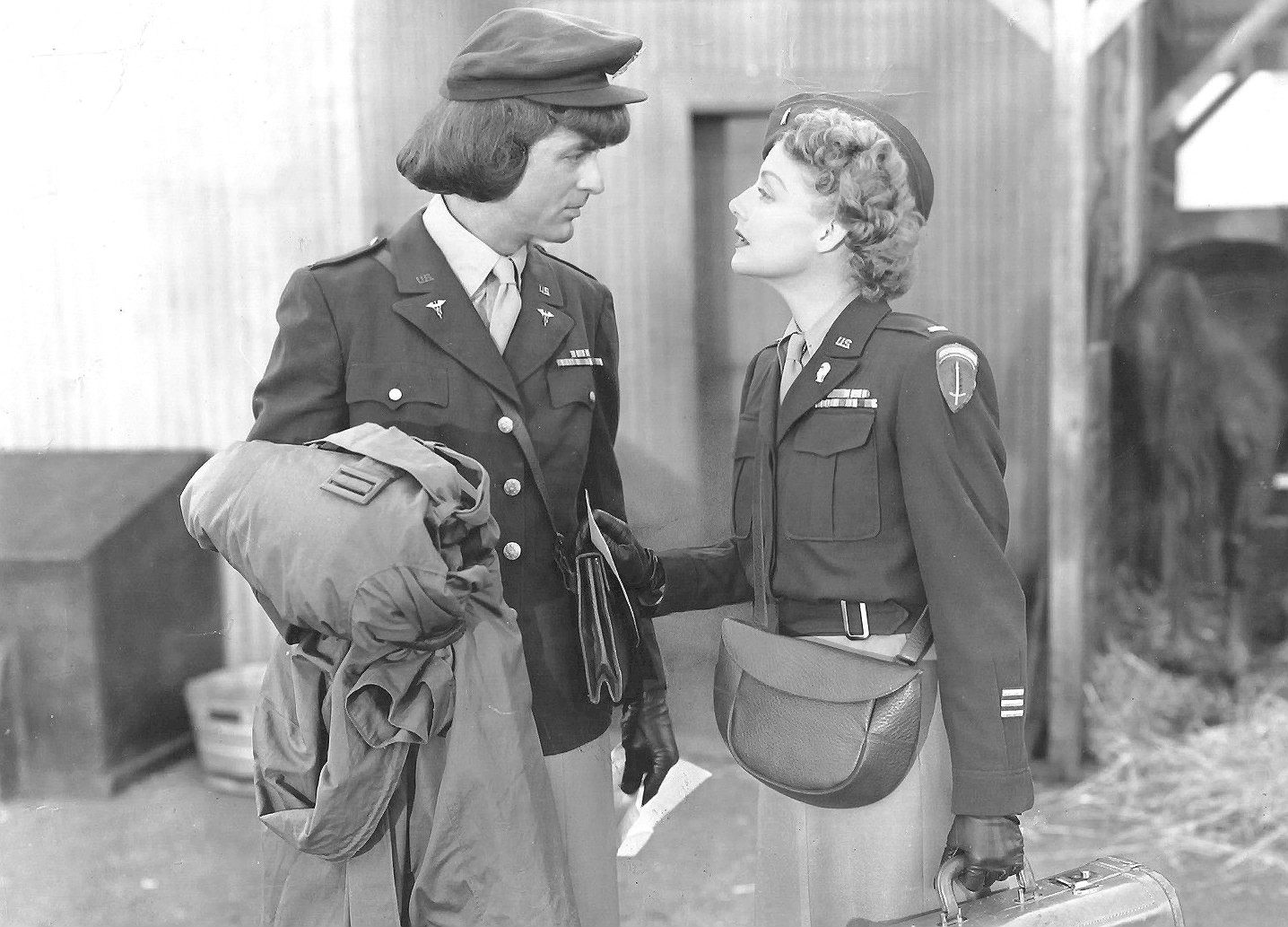
Una scena

In Germania alla fine della seconda guerra mondiale, il capitano dell'esercito francese Henri Rochard ha il compito di reclutare un produttore di lenti altamente qualificato, Herr Schindler. Gli viene assegnato come autista il tenente americano Catherine Gates, con grande dispiacere di entrambi a causa di numerosi scontri precedenti. L'unico mezzo disponibile è una motocicletta che a causa delle norme militari, solo a Catherine è permesso guidare; Henri deve alloggiare nello stretto sidecar. Dopo diverse disavventure, la coppia in continuo litigio arriva a destinazione.
In albergo, infastidita dal dolore alla schiena, Catherine accetta l'offerta di Henri di un massaggio e si addormenta. Egli quindi cerca di lasciare la stanza, ma scopre che la maniglia della porta si è rotta, intrappolandolo dentro, così è costretto a trascorrere la notte rannicchiato su una sedia. Al mattino lei insinua che lui abbia cercato di approfittare della situazione, rifiutando di credere alla sua storia. Senza saperlo la moglie del locandiere la mattina successiva rimette al suo posto la maniglia, così quando la porta si apre e questa entra nella stanza, costringe Henri a nascondersi fuori dalla finestra.
Più tardi Henri va sotto copertura, in borghese, alla ricerca di Schindler, che ora lavora nel mercato nero. Rifiuta l'aiuto di Catherine e le dice che se lo vede deve fingere di non conoscerlo. Al mercato nero viene eseguita una irruzione dalle autorità e viene arrestato anche Henri. Quando lui chiede a Catherine di attestare la sua identità, lei obbedisce ai suoi precedenti ordini di non rivelare che lo conosce. Mentre è in prigione, trova Schindler, felice di lasciare la Germania e di esercitare la sua attività in Francia. Più tardi, lei si scusa con un furioso Henri e, quando tornano alla base, si rendono conto di essere innamorati.
La burocrazia costringe Henri e Catherine a sposarsi in tre diverse cerimonie: civile, militare ed ecclesiastica. Prima che possano consumare il matrimonio, a Catherine viene dato l'ordine di presentarsi al quartier generale per essere rispedita negli Stati Uniti. I due sposi apprendono così che l'unico modo in cui Henri può ottenere un visto per emigrare con lei è tramite il War Bride Act, la legge sulle spose di guerra. Dopo molte incomprensioni con le autorità, gli viene concesso il permesso di accompagnarla, ma le circostanze e le normative militari cospirano per impedirgli di passare la notte insieme.
Quando cercano di salire a bordo della nave da trasporto, i marinai non credono che Henri sia una "sposa di guerra": l'uomo è costretto così a vestirsi da infermiera dell'esercito femminile, mentre Catherine gli confeziona una improbabile parrucca con il crine della coda di un cavallo. L'inganno funziona, ma una volta a bordo il suo travestimento viene scoperto ed Henri viene arrestato. Catherine riesce a chiarire la situazione, e finalmente i due possono restare soli.

## Produzione
Le riprese si sono svolte principalmente a Heidelberg, in Germania, a Londra negli Shepperton Studios ed a Los Angeles presso gli Studios della 20th Century Fox.
Le riprese iniziarono il 28 settembre 1948 e durarono più di 8 mesi a causa delle varie malattie che colpirono i membri del cast. Ann Sheridan ha contratto una pleurite che si è trasformata in polmonite, costringendo a sospendere le riprese per due settimane. Ad Hawks scoppiò una forma di orticaria inspiegabile su tutto il corpo. Cary Grant ha sofferto di epatite complicata da ittero, e la produzione è stata interrotta per tre mesi.